# Visitor pattern
Trong thiết kế hướng đối tượng, Visitor là mẫu thiết kế (Design Patterns) cho phép định nghĩa các thao tác (operations) trên một tập hợp các đối tượng (objects) không đồng nhất (về kiểu) mà không làm thay đổi định nghĩa về lớp (classes) của các đối tượng đó.
Để đạt được điều này, trong mẫu thiết kế visitor ta định nghĩa các thao tác trên các lớp tách biệt gọi các lớp visitors, các lớp này cho phép tách rời các thao tác với các đối tượng mà nó tác động đến. Với mỗi thao tác được thêm vào, một lớp visitor tương ứng được tạo ra.

## Thiết kế
Thiết kế của mẫu visitor gồm 3 phần:

### Các lớp visitor
Các lớp visitor định nghĩa các thao tác tương tác trên các đối tượng. Các lớp này là cài đặt của một giao diện chung là VisitorInterface trong đó định nghĩa các phương thức dạng visit(ObjectType object),với mỗi kiểu (lớp) của các đối tượng ta có một phương thức visit với tham số truyền vào là một thực thể của kiểu đó. Mỗi phương thức như thế có nhiệm vụ xử lý trên các thực thể của lớp tương ứng.
Ví dụ ta có tập hợp các đối tượng là các thực thể của hai kiểu(lớp) ClassA và ClassB thì VisitorInterface sẽ bao gồm hai phương thức:
```
visit(ClassA obj)
visit(ClassB obj)

```

### Các lớp của các đối tượng trong tập hợp các đối tượng
Để các thao tác định nghĩa trong các lớp visitor có thể thực hiện được, các lớp của các đối tượng trong tập hợp các đối tượng cần cài đặt giao diện Visitable trong đó có một phương thức accept(VisitorInterface visitor). Trong cài đặt của phương thức này ta gọi hàm visit của visitor với tham số truyền vào chính là đối tượng gọi:
```
public void accept(VisitorInterface visitor){
 visitor.visit(this);
}

```

### Client
Các client muốn thực thi thao tác của visitor trên tập hợp các đối tượng cần phải tạo ra một thực thể của lớp vistor tương ứng với thao tác đó, và sau đó gọi phương thức accept của từng đối tượng trong tập hợp các đối tượng với tham số là thực thể visitor vừa tạo ra. (Xem ví dụ để hiểu rõ hơn)

## Ví dụ
Sau đây là một ví dụ đơn giản minh họa áp dụng của mẫu thiết kế trên và cũng để hiểu rõ thêm về cài đặt của nó.

### Sơ đồ lớp của ví dụ bằng UML
Tập tin:Wiki visitor.png

### Cài đặt bằng Java
Sau đây là cài đặt của ví dụ trên bằng ngôn ngữ Java
```
interface
 
Visitor
 
{

 
public
 
void
 
visit
(
Wheel
 
wheel
);

 
public
 
void
 
visit
(
Engine
 
engine
);

 
public
 
void
 
visit
(
Body
 
body
);

 
public
 
void
 
visit
(
Car
 
car
);

}

//differing from above displayed UML: Additional use of an interface 'Element'

interface
 
Element
 
{

 
public
 
void
 
accept
(
Visitor
 
visitor
);

}

/* Concrete element */

class
 
Wheel
 
implements
 
Element
 
{

 
private
 
String
 
name
;

 
Wheel
(
String
 
name
)
 
{

 
this
.
name
 
=
 
name
;

 
}

 
String
 
getName
()
 
{

 
return
 
this
.
name
;

 
}

 
public
 
void
 
accept
(
Visitor
 
visitor
)
 
{

 
visitor
.
visit
(
this
);

 
}

}

/* Concrete element */

class
 
Engine
 
implements
 
Element
{

 
public
 
void
 
accept
(
Visitor
 
visitor
)
 
{

 
visitor
.
visit
(
this
);

 
}

}

/* Concrete element */

class
 
Body
 
implements
 
Element
{

 
public
 
void
 
accept
(
Visitor
 
visitor
)
 
{

 
visitor
.
visit
(
this
);

 
}

}

/* Concrete element */

class
 
Car
 
implements
 
Element
 
{

 
private
 
Engine
 
engine
 
=
 
new
 
Engine
();

 
private
 
Body
 
body
 
=
 
new
 
Body
();

 
private
 
Wheel
[]
 
wheels
 

 
=
 
{
 
new
 
Wheel
(
"front left"
),
 
new
 
Wheel
(
"front right"
),

 
new
 
Wheel
(
"back left"
),
 
new
 
Wheel
(
"back right"
)
 
};

 
public
 
void
 
accept
(
Visitor
 
visitor
)
 
{

 
visitor
.
visit
(
this
);

 
engine
.
accept
(
visitor
);

 
body
.
accept
(
visitor
);

 
for
(
int
 
i
=
0
;
 
i
<
wheels
.
length
;
 
++
i
)

 
wheels
[
i
]
.
accept
(
visitor
);

 
}

}

/* Concrete visitor */

class
 
PrintVisitor
 
implements
 
Visitor
 
{

 
public
 
void
 
visit
(
Wheel
 
wheel
)
 
{

 
System
.
out
.
println
(
"Visiting "
+
wheel
.
getName
()

  
+
" wheel"
);

 
}

 
public
 
void
 
visit
(
Engine
 
engine
)
 
{

 
System
.
out
.
println
(
"Visiting engine"
);

 
}

 
public
 
void
 
visit
(
Body
 
body
)
 
{

 
System
.
out
.
println
(
"Visiting body"
);

 
}

 
public
 
void
 
visit
(
Car
 
car
)
 
{

 
System
.
out
.
println
(
"Visiting car"
);

 
}

}

public
 
class
 
VisitorDemo
 
{

 
public
 
static
 
void
 
main
(
String
[]
 
args
){

 
Car
 
car
 
=
 
new
 
Car
();

 
Visitor
 
visitor
 
=
 
new
 
PrintVisitor
();

 
car
.
accept
(
visitor
);

 
}

}

```